# Малобілозерська естетична гімназія «Дивосвіт»
Комуна́льний за́клад «Малобілозе́рська спеціалізо́вана естети́чна шко́ла-інтерна́т II-ІІІ ступені́в „Дивосві́т“» Запорі́зької обласно́ї ра́ди — навчальний заклад Департаменту освіти і науки Запорізької обласної державної адміністрації, Експериментальний майданчик Інституту професійної освіти і освіти дорослих Академії педагогічних наук України, Асоційована школа ЮНЕСКО. У гімназії навчається 230 учнів. Гімназія забезпечує професійне навчання зі спеціальності: «Виробник художніх виробів кераміки» 3 розряду.

## Історія закладу
Становлення і розвиток профільного навчання відбувалися в умовах стрімкого розвитку, відправною точкою якого став 1993 рік, коли школа була неповною середньою; У 1995 році відбулося її реформування в школу І-ІІІ ступенів; з 2000 року навчальний заклад переведено до обласного підпорядкування і надано статус "Спеціалізована школа–інтернат художнього профілю «Дивосвіт»; У жовтні 2003 року рішенням Запорізької обласної ради школа удостоєна статусу гімназії.

## Досягнення, нагороди та відзнаки
За досягнення та успіхи Гімназія «Дивосвіт» нагороджена:
- Почесне звання «Лідер сучасної освіти»
- двічі бронзовий призер та багаторазовий дипломант Міжнародної виставки навчальних закладів «Сучасна освіта в Україні»
- лауреат Всеукраїнського конкурсу «100 найкращих шкіл України» у номінації «Школа — соціокультурний центр села»
- переможець Всеукраїнського дитячого фестивалю майстрів народних мистецтв (м.Пирогово, 2006)
- інші численні Всеукраїнські, Міжнародні мистецькі та інтелектуальні конкурси, виставки, турніри.

## Керівництво гімназії
- Овсієнко Яніна Миколаївна — директор гімназії, вчитель-методист, «Відмінник освіти України», «Заслужений працівник освіти України», лауреат регіональних конкурсів: «Зоряний шлях» та «Господиня рідного краю».

## Адреса гімназії
- 71672, Україна, Запорізька область, Василівський район, с. Мала Білозерка, вул. Щорса, 95.